# 新皮涅鲁
新皮涅鲁是葡萄牙布拉干萨区的一个堂区。总面积32.92平方公里，总人口127人，人口密度3.9人/平方公里。